# Arduce de Pont-Saint-Martin
Arduce de Pont-Saint-Martin  (Italianisé en Ardizzone di Pont-Saint-Martin) mort le 7/10 mars 1327) est un ecclésiastique valdôtain qui fut évêque d'Aoste de 1314 à 1327.

## Origine
Arduce de Pont-Saint-Martin est le fils de Pierre seigneur de Pont-Saint-Martin. Cette famille noble valdôtaine est issue de la puissante famille de Bard dont les possessions ont été partagées au début du XIIIe siècle à la suite d'un conflit entre Hugues de Bard (1191-1242) et son frère Guillaume ce dernier conserve Pont-Saint-Martin et Arnad et ses descendants prennent ensuite le nom de « Pontis Sancti Martini dominus ».

## Épiscopat
Arduce est chanoine de la cathédrale d'Aoste lorsqu'il est élu évêque. Humbert Marescalus châtelain comtal de Bard se rend à Aoste le 4 décembre 1313 à l'invitation d'Amédée V de Savoie pour assister à son élection. Le 1er avril 1314 il n'est toujours pas évêque consacré lors d'une délibération du chapitre de Chanoines. Arduce fait compiler le « Liber Censuum » de son évêché et sa mort est enregistrée au martyrologe de la cathédrale d'Aoste le 7 mars 1327: « Nonis Martii Obtitus Reverendi patris domini Arduc[ionis] de Ponte Sancti Martini espiscopi augustensis anno Domini M. CCC. XXVII ». Ce même événement est relevé le 10 mars (VII idus Martii) dans le « Liber Anniversoriorum ».